# Agencia de Seguridad, Energía y Ambiente
La Agencia Nacional de Seguridad Industrial y de Protección al Medio Ambiente del Sector Hidrocarburos, más conocida como Agencia de Seguridad, Energía y Ambiente (ASEA) es un órgano desconcentrado de la Secretaría de Medio Ambiente y Recursos Naturales, con autonomía técnica y de gestión, encargado de regular y supervisar la seguridad industrial, la seguridad operativa y la protección al medio ambiente en las actividades del sector hidrocarburos. 

## Historia
La seguridad de las personas y la protección al medio ambiente en el sector hidrocarburos son de gran interés para el gobierno de la República. Por esta razón, estos temas fueron objeto de particular atención en la reforma constitucional en materia energética aprobada en el 2014. En el artículo décimo noveno transitorio de la Reforma Energética se establecieron las bases para la creación de una agencia gubernamental encargada de regular y supervisar las instalaciones y actividades del sector hidrocarburos en las materias de seguridad industrial y operativa, y de protección al medio ambiente. 
El Decreto por el que se expide la Ley de la Agencia Nacional de Seguridad Industria y de Protección al Medio Ambiente del Sector Hidrocarburos], fue publicado el 11 de agosto de 2014. Con base en los tiempos establecidos en dicha Ley, el titular del ejecutivo Federal nombró al Director Ejecutivo de la Agencia el 19 de agosto de 2014. El Reglamento Interno de la ASEA fue publicado el 31 de octubre de 2014 en el Diario Oficial de la Federación, junto con todos los demás reglamentos que completaron la legislación secundaria de la Reforma Energética.
De acuerdo con el Artículo 129 del Capítulo VII de la Ley de Hidrocarburos, corresponde a la Agencia emitir la regulación y la normatividad aplicable en materia de seguridad industrial y operativa, así como de protección al medio ambiente en la industria de hidrocarburos, a fin de promover, aprovechar y desarrollar de manera sustentable las actividades del sector.

## Funciones
La Agencia tiene como objeto regular y supervisar en materia de seguridad industrial, operativa y de protección del medio ambiente, las instalaciones y actividades del sector hidrocarburos, incluyendo las actividades de desmantelamiento y abandono de instalaciones, así como el control de residuos.
Las funciones de la Agencia inciden en el diseño, la regulación y la supervisión de:
- La seguridad industrial y la seguridad operativa.

- Las actividades de desmantelamiento y abandono de instalaciones.

- El control integral de los residuos y las emisiones contaminantes.

La ASEA atiende todas las actividades del sector hidrocarburos:
- Petróleo y gas: el reconocimiento y exploración superficial, así como la exploración y extracción de hidrocarburos, el tratamiento, la refinación, la enajenación, la comercialización, el transporte y el almacenamiento.

- Gas natural: El procesamiento, la comprensión, la licuefacción y la descompresión del gas natural y su regasificación, y el transporte, el almacenamiento, la distribución y el expendio al público.
- Gas LP: El transporte, el almacenamiento, la distribución y el expendio al público de gas licuado de petróleo.

- Petrolíferos y petroquímicos: El transporte, el almacenamiento, la distribución y el expendio al público de petrolíferos y petroquímicos, así como el transporte por ducto y el almacenamiento, vinculado a ductos de petroquímicos producto del procesamiento del gas natural y de la refinación del petróleo.

## Organización
La estructura orgánica está diseñada con cuatro Unidades de carácter sustantivo y dos de carácter transversal, de tal forma que estas últimas dan soporte y apoyo a las primeras.

### Arquitectura Institucional
La Agencia opera con base en un modelo de procesos interconectados que vinculan y organizan las actividades sustantivas de las unidades administrativas. Este modelo se encuentra apoyado por sistemas informáticos e infraestructura tecnológica que buscan promover la transición hacia la gestión de trámites de manera digital, permitiendo el análisis con perspectiva estratégica.
Permite definir un plan estratégico para la Institución, tomando en cuenta cuatro consideraciones fundamentales: negocio, datos, aplicaciones e infraestructura tecnológica. 

### Cuerpo Directivo
Dirección Ejecutiva
Unidad de Planeación, Vinculación Estratégica y Procesos
Unidad de Normatividad y Regulación 
Unidad de Gestión Industrial
Unidad de Supervisión, Inspección y Vigilancia Industrial
Unidad de Asuntos Jurídicos
Unidad de Administración y Finanzas

Todas las Unidades incluyendo la Dirección Ejecutiva se encuentran ubicada en Boulevard Adolfo Ruíz Cortines 4209 (Periférico Sur) Jardines de la Montaña, Ciudad de México C.P. 14210. Actualmente no se cuentan con delegaciones o edificios alternos.[cita requerida]

### Director Ejecutivo
| Director Ejecutivo           | Periodo                                |
| ---------------------------- | -------------------------------------- |
| Carlos de Regules Ruiz-Funes | agosto de 2014 - diciembre de 2018     |
| Luis Reynaldo Vera Morales   | diciembre de 2018 - septiembre de 2019 |
| Ángel Carrizales López       | noviembre de 2019 - En el cargo        |